# Золото муїсків

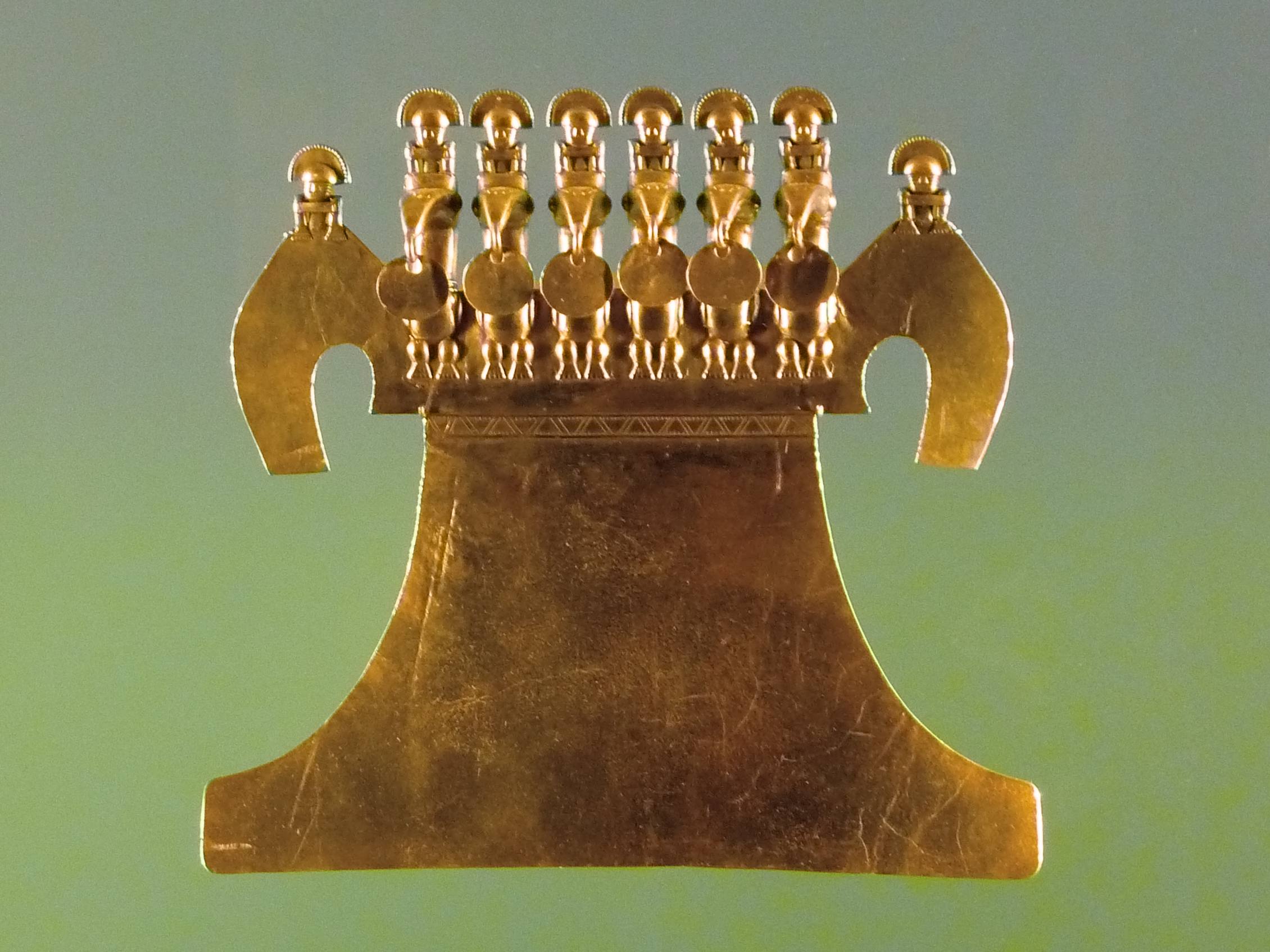
Золота пектораль муїсків

Золото муїсків — вироби із золота, а також з додавання міді та срібла, зроблені майстрами держав чибча-муїсків. Вироблялися з метою звеличення своїх володарів, для їх поховань, різних ритуалів. Значна частина була знищена іспанськими конкістадорами у середині XVI ст. На сьогодні найбільшою колекцією збережених золотих речей муїсків є Музей золота у Боготі (Колумбія), де зберігається більш ніж 25 тис. золотих речей.

## Матеріал
Родовища золота на території держав муїсків були відсутні. З даних історичних джерел відомо, що племена муісків після навали ворожих племен (піанче, сміття і Коліма) втратили території, що примикають до берегів річки Магдалени (сучасні департаменти Кундинамарка і Бояка), виявилися повністю позбавленими джерел золотодобування на належних їм землях Вони отримували його завдяки торгівлі з дружніми племенами поінів та япорохе, що жили на захід від Магдалени, обмінюючи його на сіль з Сіякіра і Немокона та на смарагди.

## Техніка
Основні центри золотообробного виробництва знаходилися в державі Гуатавіта, як про це повідомляють хроніки і щоденники часів конкісти, а також у районі Паска (держава Баката), де було виявлено велику кількість золотих ювелірних виробів і зроблені знахідки, що свідчать про існування в цьому районі значної за масштабами обробки золота. Серед цих знахідок — тиглі, ковадла, міхи та інші приналежності праці ювелірів.
Використовувалося золота високої проби, сплав міді та золота (тумбага) — символ жіночності та чоловічої сили відповідно. Винахід тумбаги дозволяв муїскським майстрам краще працювати з металом, оскільки тумбага має низьку температуру плавлення. До того мідь надавала їй червонуватий колір, що сприяло естетичності і краси готового виробу.
З платини робилися лише найкоштовніші речі для божеств і володарів, оскільки її не добували й обмінювали у племен біля узбережжя Тихого океану. Платину навчилися змішувати з золотом в порошкоподібному стані, після чого суміш піддавали нагріванню. Золото, розплавлене за допомогою паяльної трубки, огортало частинки платини, сплавляючи їх з собою. Цей метал можна було піддавати гарячому ковці.
При необхідності покращували якість золота способом «крицювання металу»: золотий пил нагрівали в суміші з сіллю і глиною. При температурі червоного розжарювання під дією оксиду кремнію виділявся хлор, який реагує, зокрема, із золотом. Хлориди, які утворювалися, випаровувалися, хлорид срібла майже повністю абсорбирувався з глиною, а хлорид золота миттєво розкладався, виділяючи чисте золото. Таким чином, частки золота вкривалися шаром чистого металу, кількість якого збільшувалася в ході процесу і зі зростанням температури. З цієї причини частинки золота повинні були бути якомога дрібнішими, що полегшувало дію хлору. Цей оригінальний спосіб не був відомий європейської металургії того часу. Згодом цей процес використовували на монетному дворі в Санта-Фе-де-Богота з 1627 по 1838 рік. Золото, отримане таким способом, було легко лити, кувати, гравірувати.
Муїски не застосовували техніки золочення. Основні декоративні мотиви — ажурне різьблення і рельєфи з дроту. Широко застосовувалися такі способи обробки золота: масивна виплавка, штампування, плющення, накладка листами. Ювелірному мистецтву муїсків властиво було застосування кам'яних матриць для виготовлення однакових виробів, зокрема ланок намиста. Це свідчить на створення золотих виробів практично у промислових масштабах.
При виготовленні золотих прикрас вдавалися техніки «втраченого воску». Вони виготовляли необхідну форму виробу з глини і деревного вугілля, потім вкривали її бджолиним воском, після чого ще одним шаром глини, залишаючи місце під лійку для заливки металу. Ця глиняна форма розігрівалася, віск всередині неї танув, звільняючи простір для металу. Після видалення воску в гарячу форму заливали метал, попередньо підготовлений на вогні в спеціальній жаротримкої посудині із глини з вугіллям. Твердіючи, сплав приймав форму первісного вироби з воску, після чого глиняну оболонку розбивали, отримуючи необхідну виливку. Поверхню отриманої виливки зазвичай шліфували піском або дрібною галькою.

## Вироби
Виробництву речей з золота муїски придавали ритуальний характер. Лише найліпші майстри могли працювати з цим металом. Це було пов'язано з тим, що чибча придавали магічний та лікувальний характер золоту. Тому значна частина населення держав муїсків мали золоті прикраси. Їх кількість, якість та розмір залежав від соціального статусу.
Найцікавіший експонат Музею Золота, що зображає церемонію на плоті, яка, згідно з переказами, періодично відбувалася на озері Гуатавіта, звідки поширилася легенда про Ельдорадо. Цей величний золотий виріб складається з майже 80 % золота, близько 12 % срібла та 8 % міді, тобто є своєрідним прикладом поліпшеної тумбаги.
Ювелірне мистецтво муїсків відрізнялося значною виразністю. Колекція золотих виробів, витягнутих з індіанських поховань, являє собою чудове джерело для вивчення життя індіанців. Хроніст Педро Симон стверджув, що із золота і срібла чибча-муїски виготовляли фігури вождів, заклинателів, що палять тютюн або йопу, жорна для розмелювання маїсу, фігурки тварин, риб, птахів, рептилій та інші предмети. Також створювалися зооморфні фігурки, що не зображують, а символізують тварин, яких художники-чибча, що володіли багатим даром уяви, просто не могли бачити, — драконів, бізонів та інших невідомих їм звірів, а також порожнисті фігури людей, багато з яких сидять в молитовній позі народів Сходу, схрестивши руки на грудях, з суворим і урочистим виразом обличчя.
Муїски-ювеліри створювали численні пласкі антропоморфні фігурки, на поверхні яких вибиті карбовані візерунки або напаяні пластинки різної форми, що позначають деталі одягу, прикраси, жезли, діадеми, головні убори, а також очі, носи, роти, а в деяких випадках і статеві органи. Ці фігурки, що отримали назву чунсо (в іспанців відомі як «тунха»), одними з найдосконаліших серед робіт корінних народив Америки. Окремі деталі багатьох з них наче виткані з золотих ниток. Мали ритуальне значення, кожен муїск незалежно від майнового і соціального статусу повинен був їх мати. Вони були копіями самих власників, своєрідним магічним продовженням.
Вони були єдиним народом в доколумбовій Америці, хто робив із золота невеликі диски (техуелос), що виконували функції монет. Втім першочергова їх функція — прикраса на одязі володаря або аристократа. Правителі, знать, їх родичі і дружини носили золоті сережки, каблучки в носі, браслети зі смарагдами, пекторалі, підвіски, намиста.
Крім релігійної символіки і естетичної цінності золото мало для муїсків значення і в інших відносинах: корони із золота покладали на голови правителів, які символізували їхню громадянську і релігійну владу. Ці ж предмети самі по собі були вираженням влади і волі касіків до такої міри, що, перемістившись в якій-небудь район своїх володінь без цих атрибутів, вони не могли розраховувати на покору з боку своїх підданих.
Жерці також носили золоті прикраси на кшалт мітр або тіар, що символізували їх статус. З золота муїски також робили ідолів своїх божеств (за свідченнями хроністів до 0,5 центнера), різні ритуальні речі для храмів. Муїски робили підношення в храмах у вигляді золотих фігурок тварин: змій, жаб, ящірок, москітів, мурах, гусениць, левів, тигрів, мавп, лисиць і різних птахів.
Із золота також створювали метальну зброю, луки, списи. Найкращі вояки муїсків носили золоті шоломи.

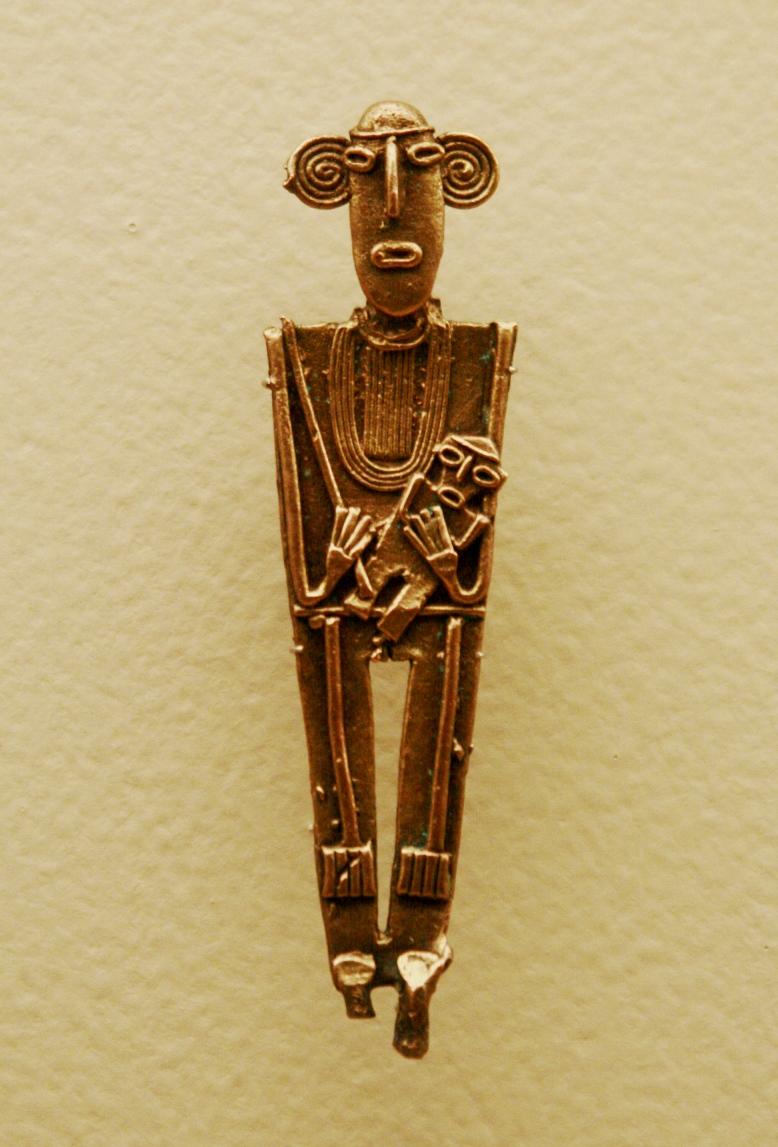
Золота чунсо
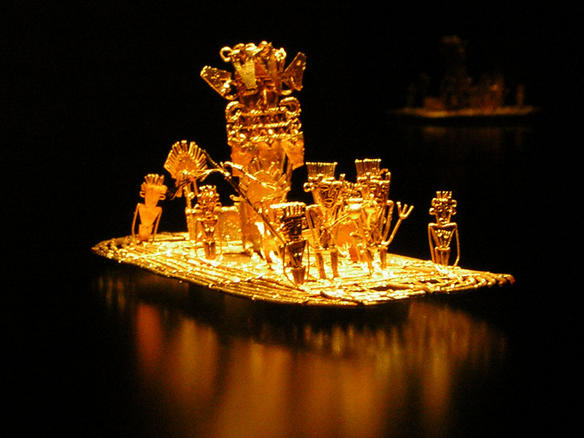
Золотий пліт
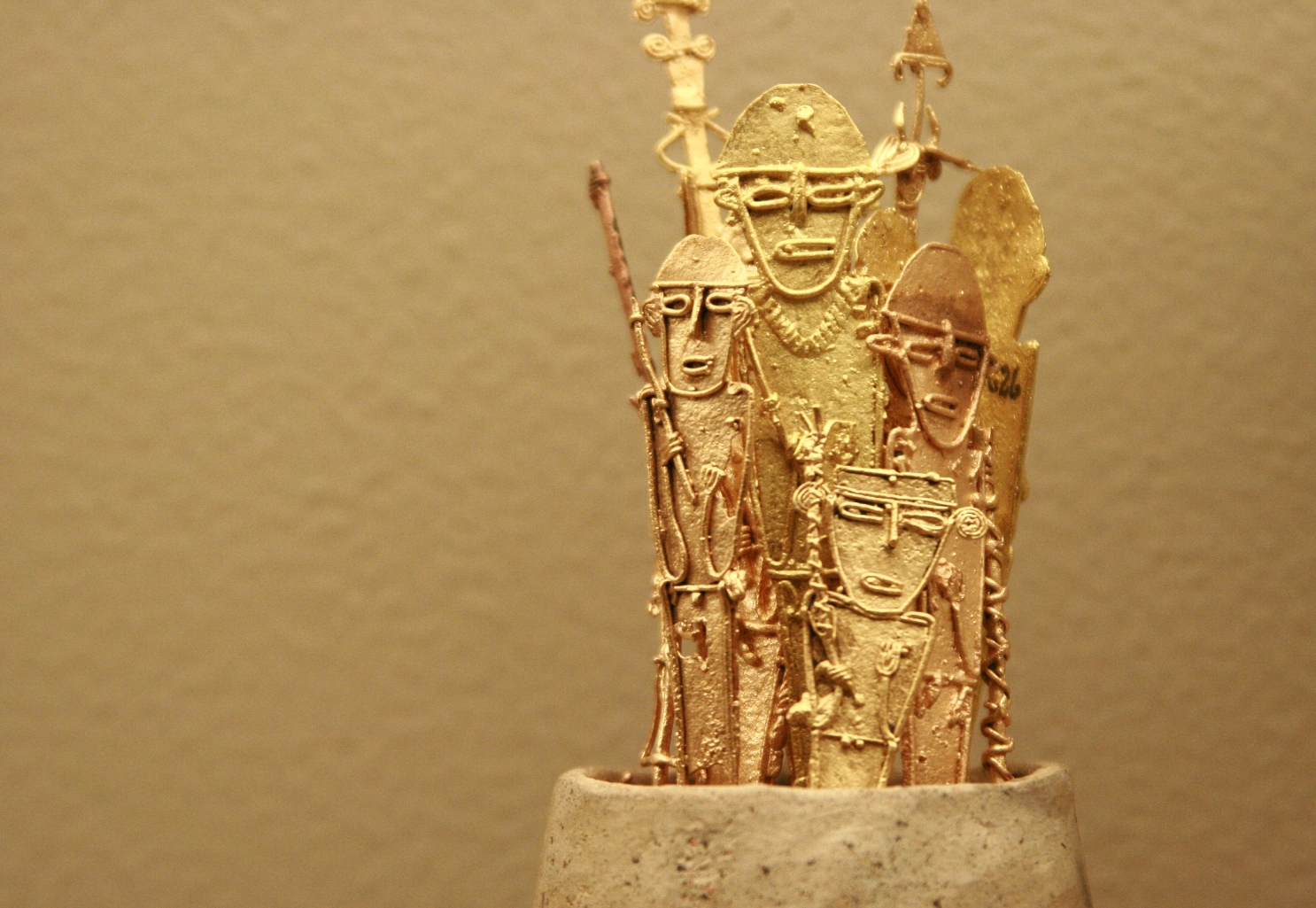
Золота фігура
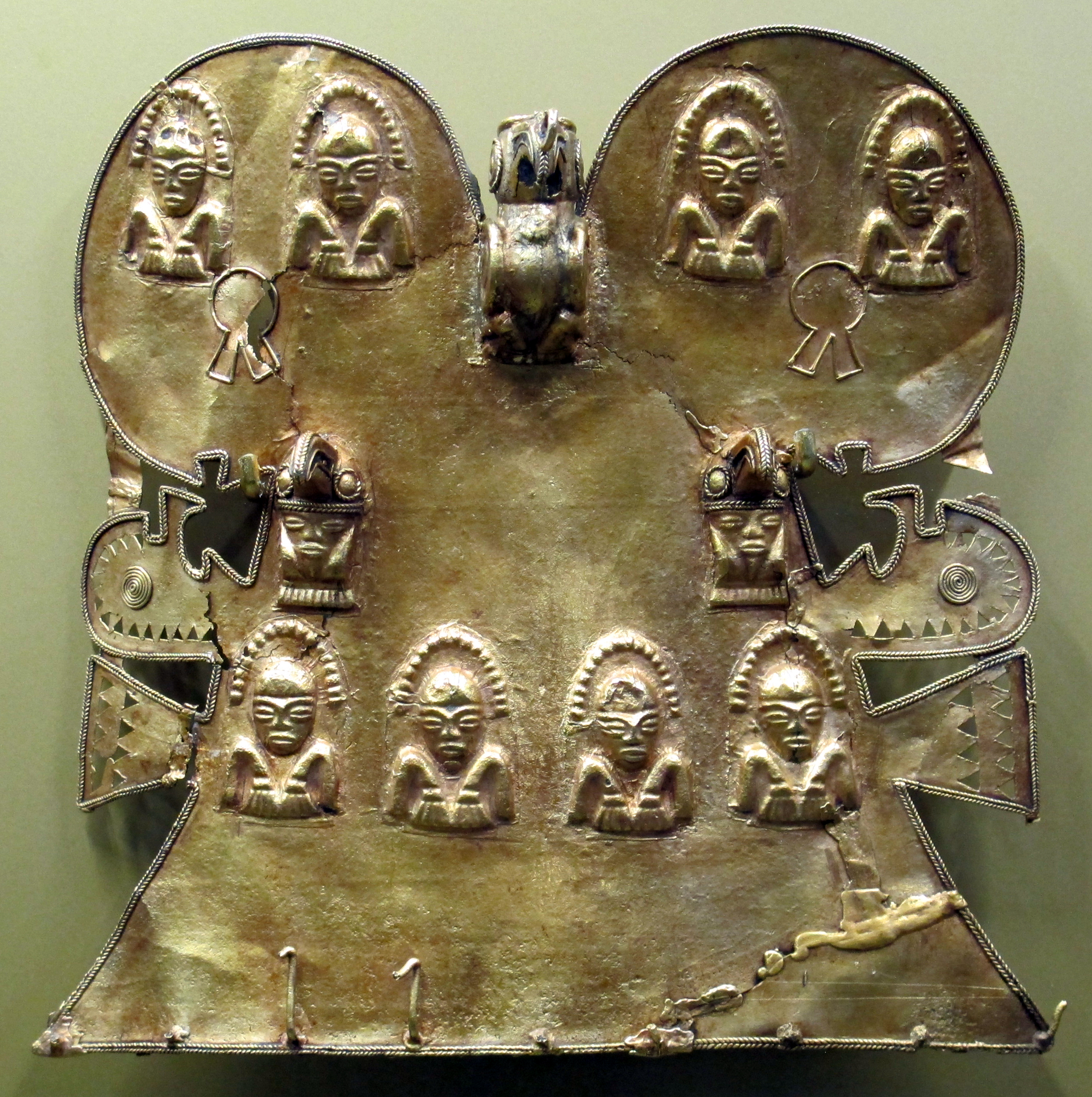
Пектораль з тумбаги
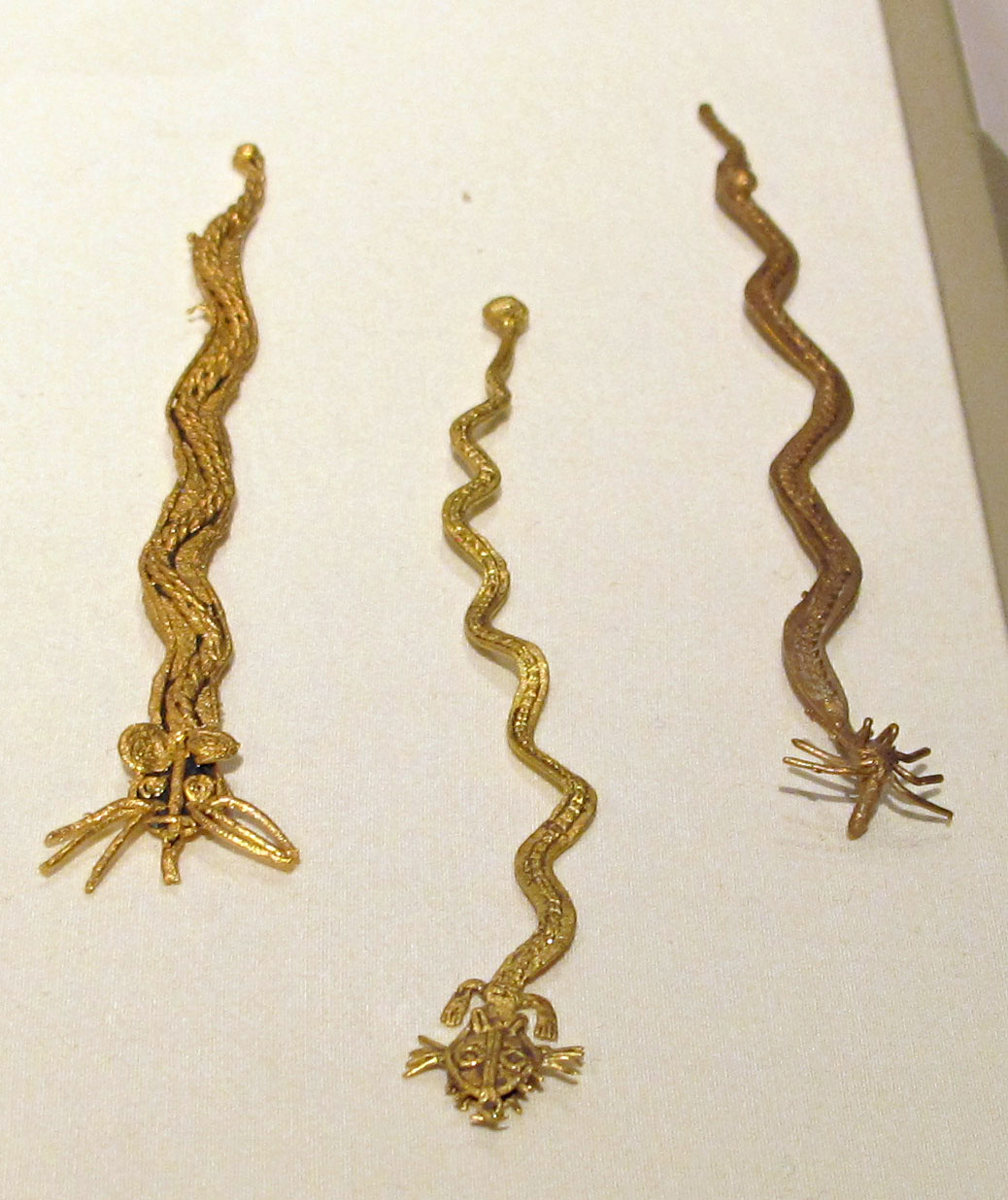
Золоті змії
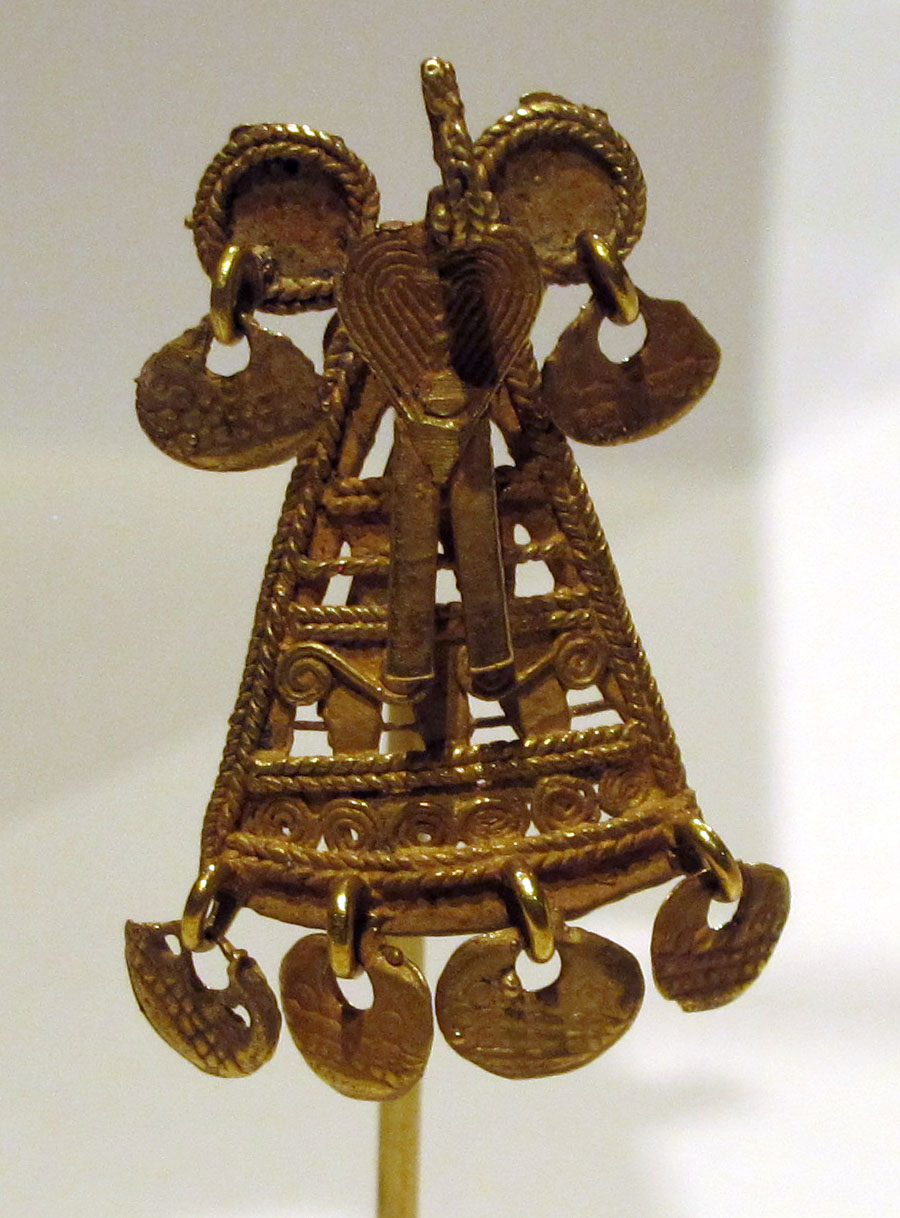
Підвіска у формі птаха
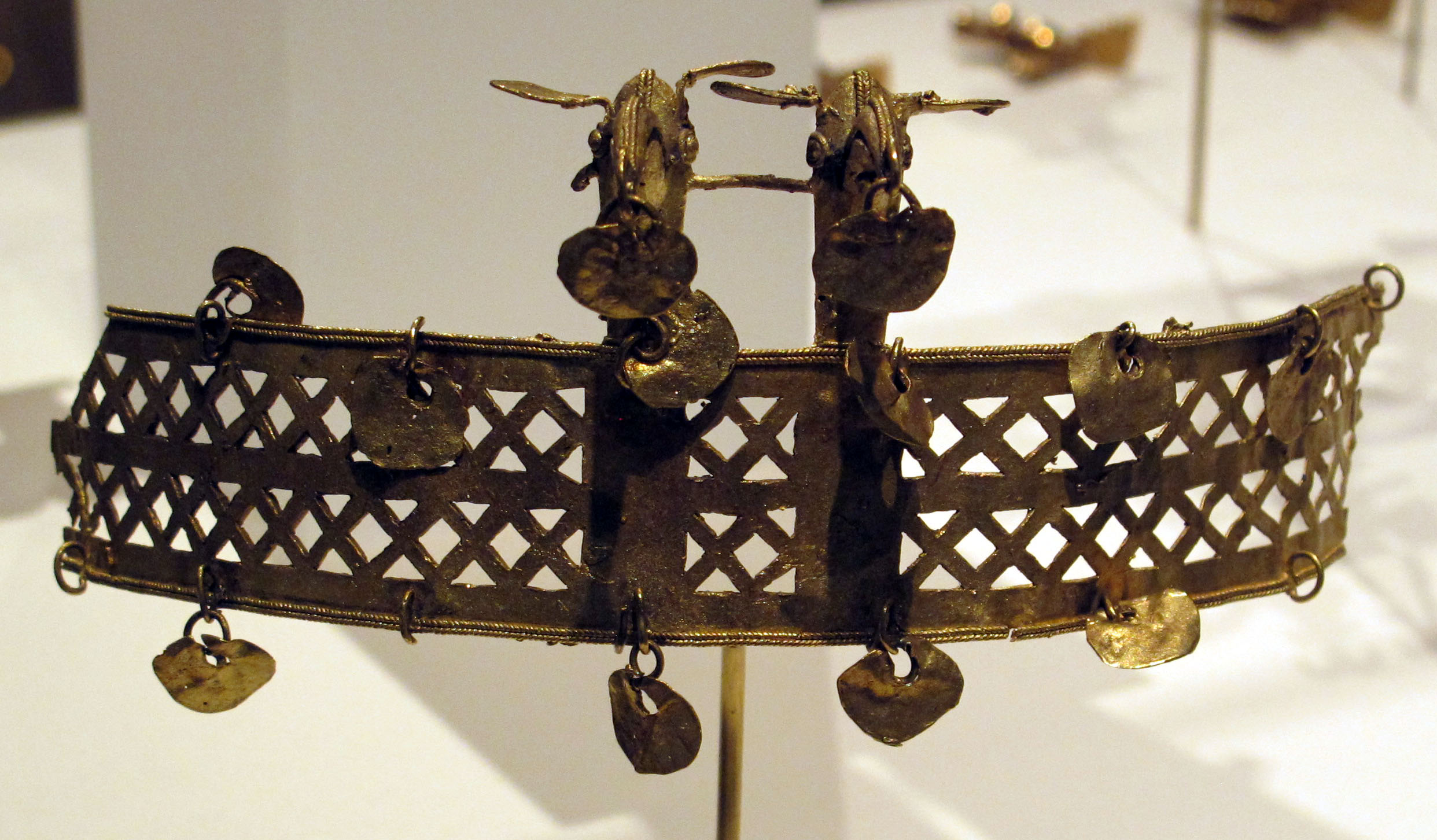
Діадема

## Стилі
Усе мистецтво роботи із золото муїсків дослідників поділяють на три стилі:
- Центральні Кордильєри або суто муїска. Для нього характерне застосування техніки втраченого воску, вироби чунсо, намиста з геометричними фігурами, прямокутні кільця для носа, текстильні додатки.
- Східні Кордильєри. На нього вплинула техніка сусідів муїска — кімбайя і толіма. Для нього характерні напівантропоморфні фігури, складні головні убори зі спиральними очима, кулони, пекторалі, сережки конічної форми або у формі серця.
- Проста ковка (з району Сантандер). Створено за допомогою лише звичайного молотка для ювелірних справ. Для нього характерні кільця для носа й сережки круглої форми, у формі півмісяця, наявність підвісок та великих суцільних грудних прикрас напівкруглої форми.